# 卡利塔航空
卡利塔航空（英語：Kalitta Air），又譯為康尼航空，是美國的一家貨運航空公司，總部設於密歇根州伊普西蘭蒂。該公司經營國際定期貨運航班以及臨時貨運包機服務，以威洛魯恩機場為營運基地。

## 歷史
1967年，康拉德·“康尼”·卡利塔（Conrad "Connie" Kalitta）開始了駕駛塞斯納310型飛機運輸汽車零部件的業務，隨後組建美國國際航空（American International Airways）。1984年，美國國際航空使用波音747、洛歇L-1011、道格拉斯DC-8、比奇18及里爾噴射機提供航空貨運、客運包機及空中救護等業務。
1980年代末，卡利塔這一品牌名稱出現在美國國際航空的貨機機身上。1990年至1991年的海灣戰爭期間，美國國際航空也參與運送士兵。

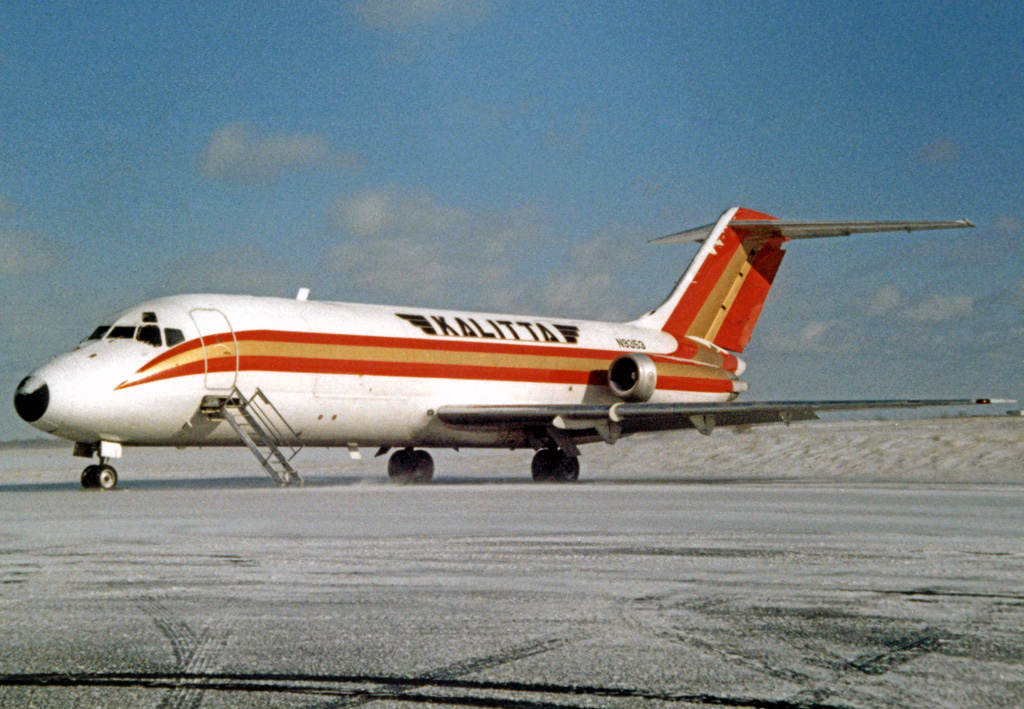
1989年，卡利塔航空的道格拉斯DC-9貨機

1997年，美國國際航空與小鷹公司（Kitty Hawk Inc.）合併成小鷹航空，康拉德·卡利塔隨後辭職并組建卡利塔租賃公司，提供大型飛機買賣及租賃服務。2000年4月，小鷹航空停運，卡利塔利用小鷹航空原有的資本將其改組為卡利塔航空，新公司於2000年11月開始運營。
卡利塔航空還在密歇根州艾奧斯科縣的奧斯科達-伍爾史密斯機場經營一間大型飛機修理廠。

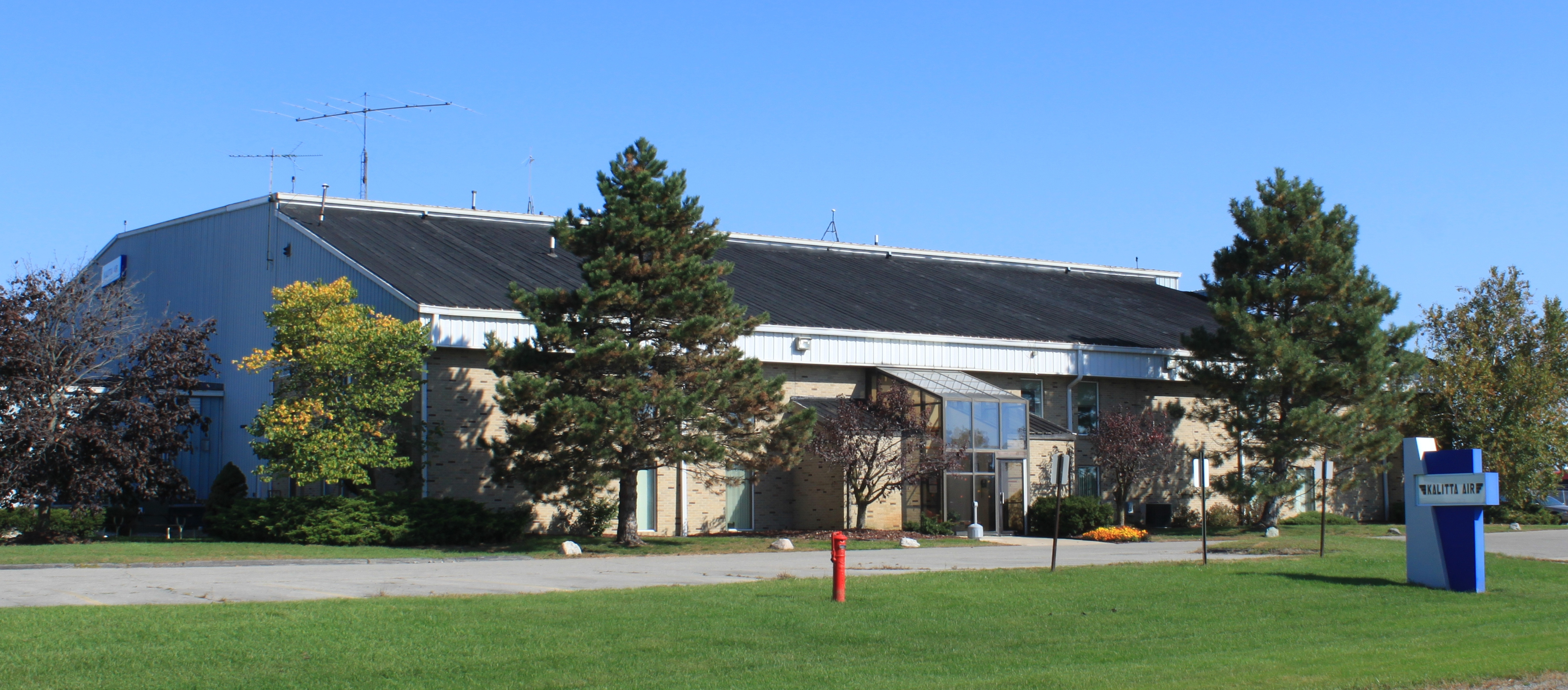
卡利塔航空公司總部

2020年1月，新冠病毒疫情爆發，美國國務院租用卡利塔航空波音747-400F型貨機臨時加裝座椅與移動式負壓隔離艙，分別於1月28日、2月4日（兩班次）、2月6日（兩班次）執行從武漢撤僑到加州三處軍事基地的班機，第三次撤僑未說明撤至何處，一共載回752位公民，以及99位加拿大公民，其中有數個人員被確診。另外也在2月17日租用同公司兩架貨機從日本東京羽田機場載回380名鑽石公主號上的美國公民，分別降落在德州的拉克兰空军基地（Joint Base San Antonio-Lackland）與加州的特拉维斯空军基地（Travis Air Force Base），兩架貨機上有乘客14人被驗出病毒陽性反應。美國政府並未說明以貨機撤僑的原因，但貨機機內沒有像客機一樣裝有複雜的客艙服務設施，結束撤僑任務後較便於消毒。

## 目的地

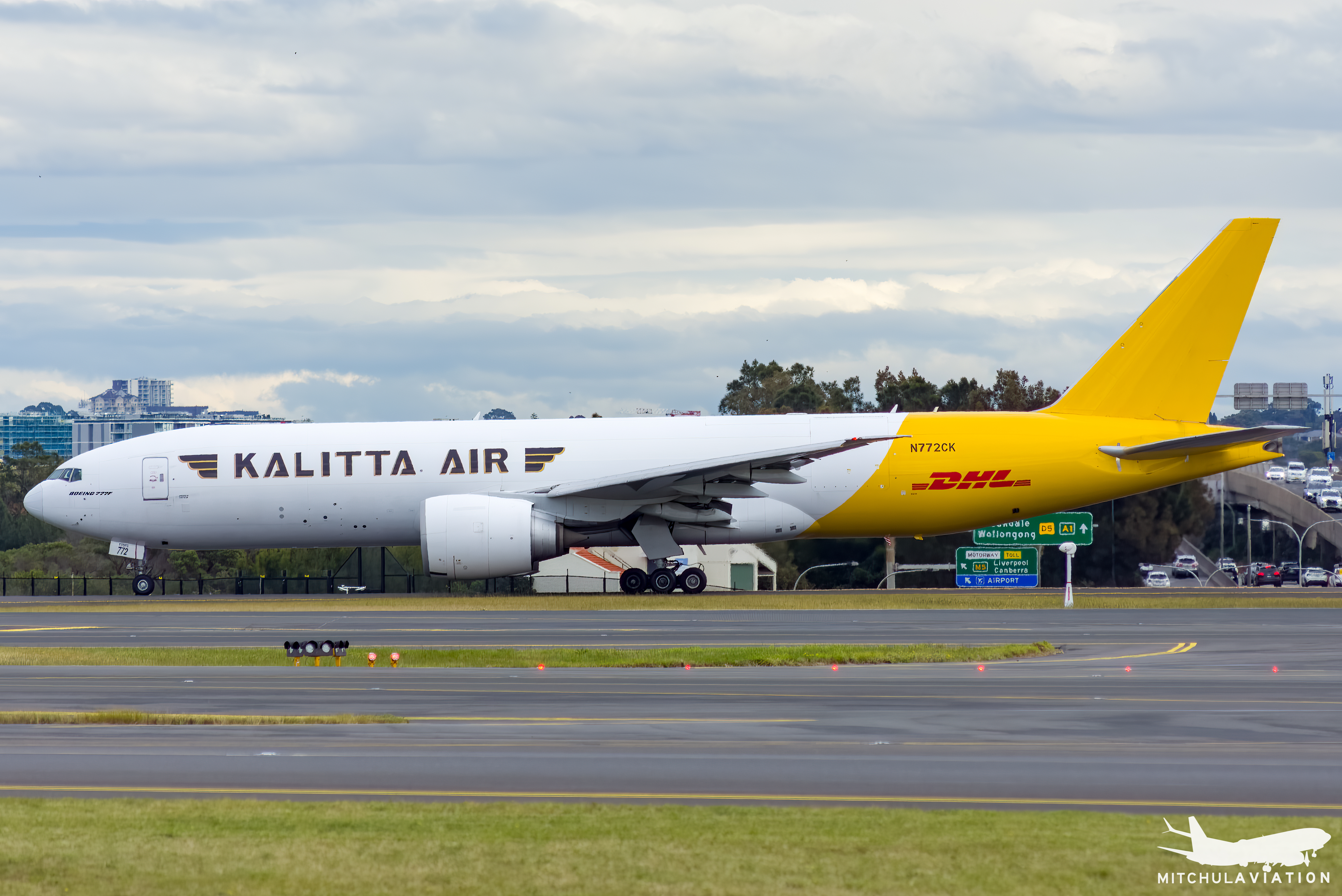
卡利塔航空的波音777F

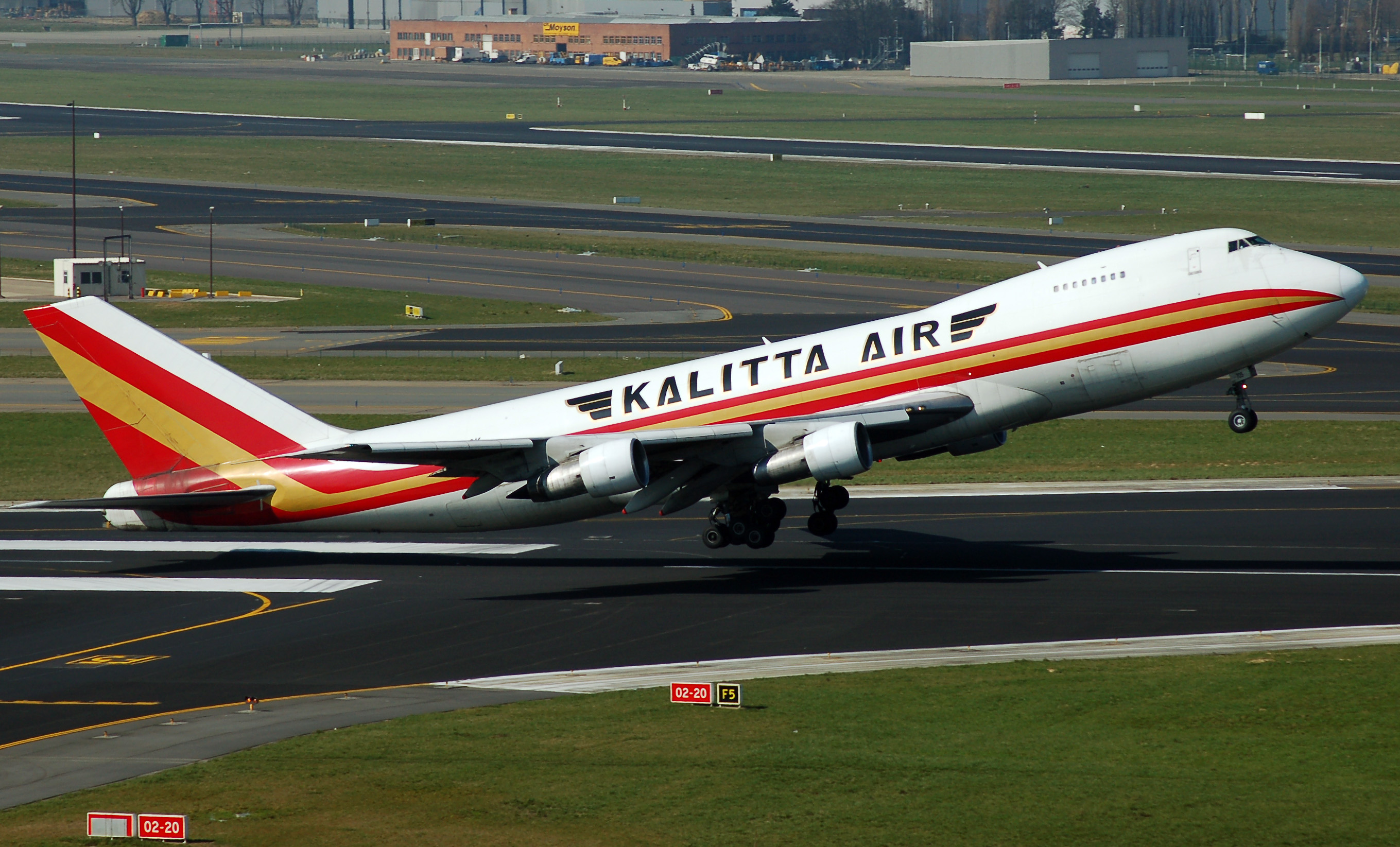
卡利塔航空的波音747-200在布魯塞爾機場

卡利塔航空提供國內及國際的定期貨運航班，臨時貨運服務，也為美国空军机动司令部執行運輸任務。此外，卡利塔航空也為DHL提供航空貨運服務。
截至2025年5月，卡利塔航空經營飛往以下地點的定期貨運航班：
| 國家   | 機場                                     | 備註 |
| ------ | ---------------------------------------- | ---- |
| 美国   | 芝加哥 - 奥黑尔国际机场                  |      |
| 美国   | 辛辛那提 - 辛辛那堤/北肯塔基國際機場     |      |
| 美国   | 纽约 - 約翰·甘迺迪國際機場               |      |
| 美国   | 洛杉磯 - 洛杉磯國際機場                  |      |
| 美国   | 安克拉治 - 泰德·史蒂文斯安克雷奇國際機場 |      |
| 美国   | 檀香山 - 檀香山國際機場                  |      |
| 美国   | 波士頓 - 爱德华·劳伦斯·洛根将军国际机场  |      |
| 美国   | 紐瓦克 - 紐華克自由國際機場              |      |
| 美国   | 哥倫布 - 里肯巴克國際機場                |      |
| 美国   | 邁阿密 - 邁阿密國際機場                  |      |
| 美国   | 奧斯科達 - 伍爾史密斯機場                |      |
| 英国   | 諾丁罕 - 東密德蘭機場                    |      |
| 德国   | 莱比锡 - 莱比锡/哈雷机场                 |      |
| 比利时 | 布魯塞爾 - 布鲁塞尔机场                  |      |
| 比利时 | 列日 - 列日机场                          |      |
| 日本   | 東京 - 成田國際機場                      |      |
| 日本   | 名古屋 - 中部國際機場                    |      |
|        | 首爾 - 仁川國際機場                      |      |
| 香港   | 香港 - 香港國際機場                      |      |
| 中国   | 上海 - 浦東國際機場                      |      |
| 中国   | 鄭州 - 新鄭國際機場                      |      |
| 中国   | 鄂州 - 鄂州花湖國際機場                  |      |
| 阿联酋 | 富吉拉 - 富吉拉國際機場                  |      |

## 機隊
截至2025年5月，卡利塔航空機隊組成如下：
| 機型           | 現役 | 訂購 | 備註               |
| -------------- | ---- | ---- | ------------------ |
| 波音747-400BCF | 8    | —    |                    |
| 波音747-400F   | 14   | —    |                    |
| 波音777F       | 8    | —    | 5架專用於DHL航空   |
| 波音777-300ERF | —    | 7    | 原服役於阿聯酋航空 |
| 合計           | 30   | 7    |                    |

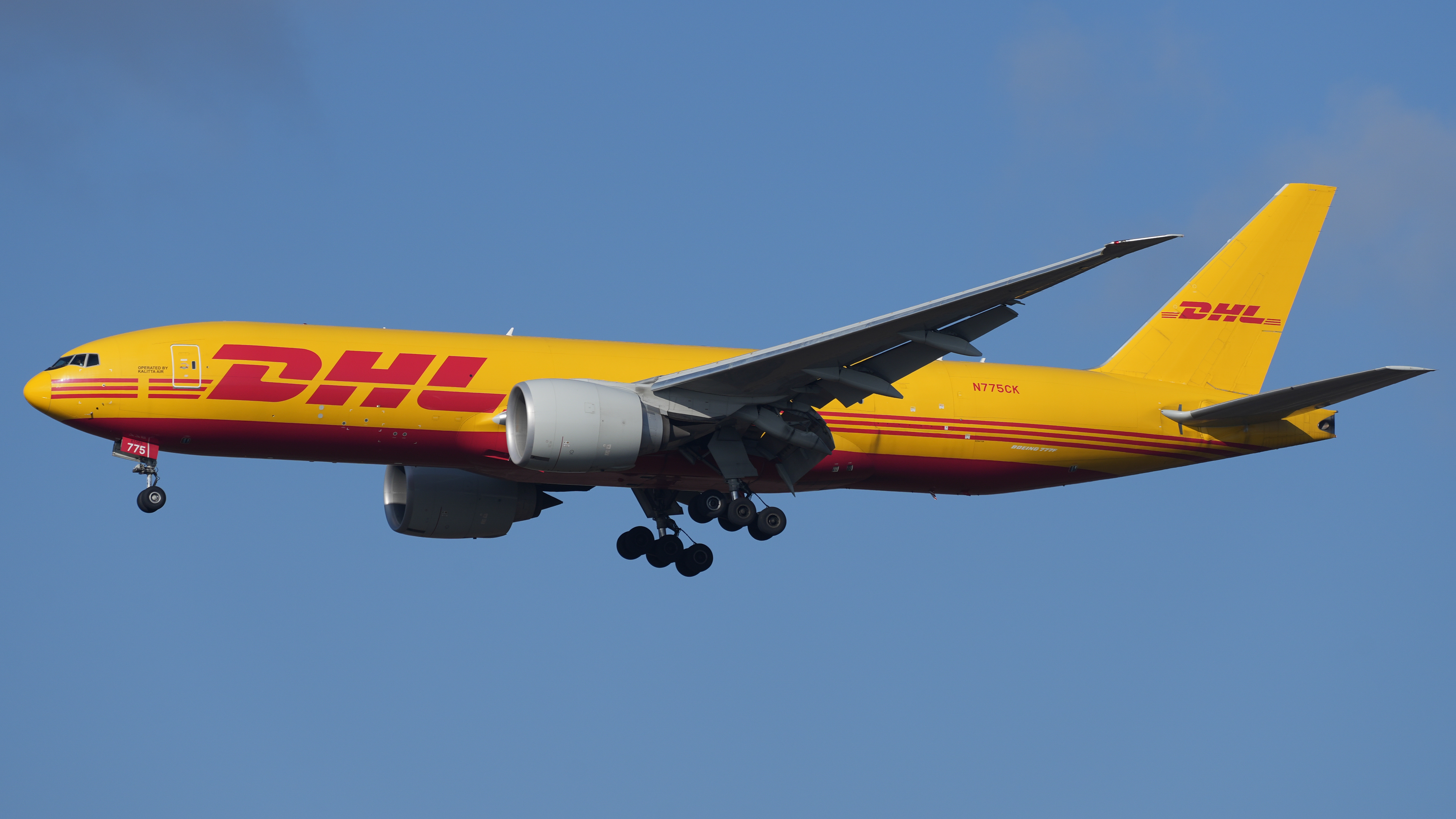
卡利塔航空用于DHL的777F

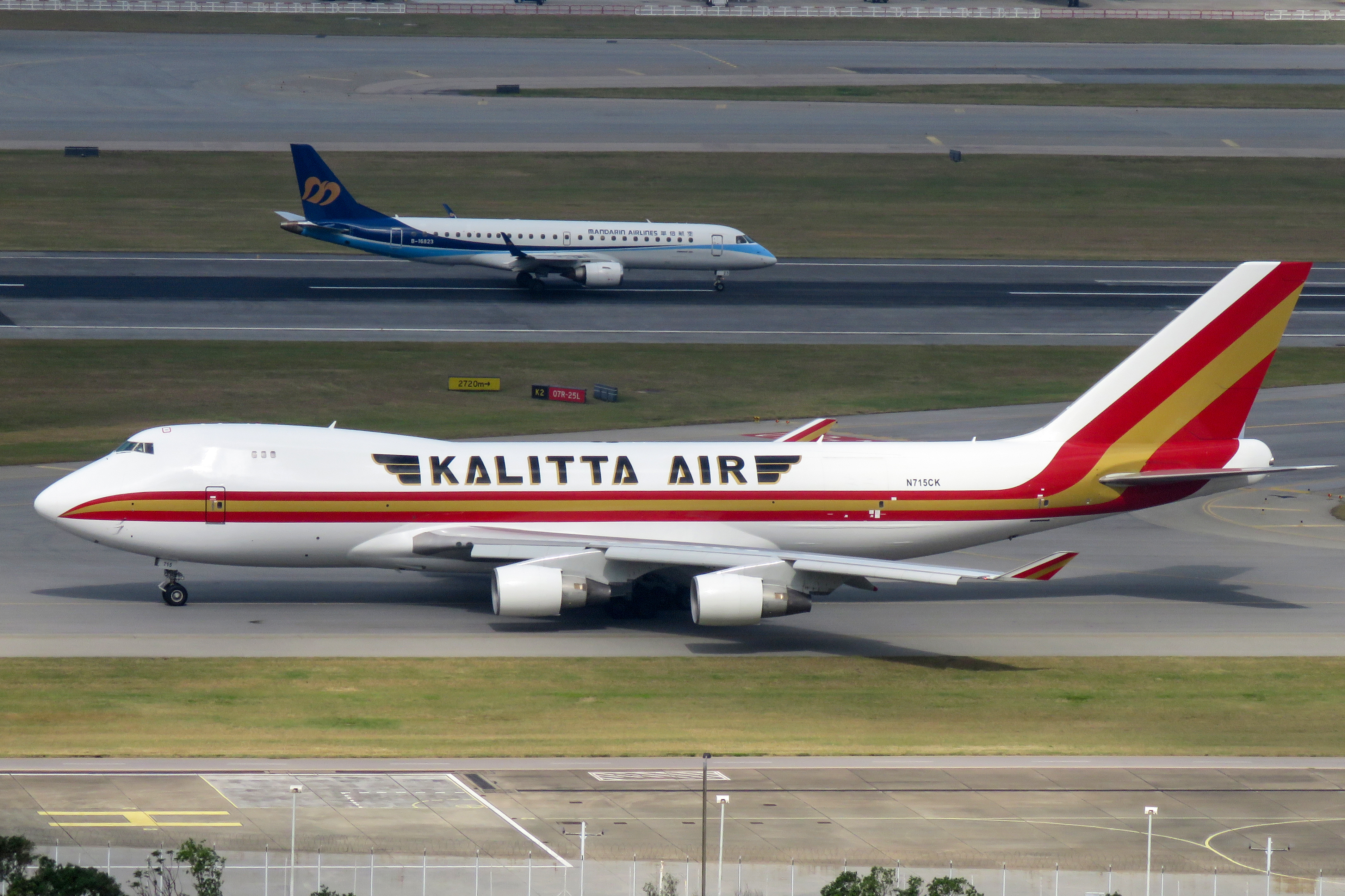
卡利塔航空波音747-400F在香港國際機場滑行

波音公司製造的最後一架747-400F現正服役于卡利塔航空，航空器註冊編號為N782CK。

## 原美國國際航空機隊
1997年機隊：
- 2架波音727-100F
- 13架波音727-200F
- 8架道格拉斯DC-8-50F
- 5架道格拉斯DC-8-61F
- 4架道格拉斯DC-8-62F
- 2架道格拉斯DC-8-63F

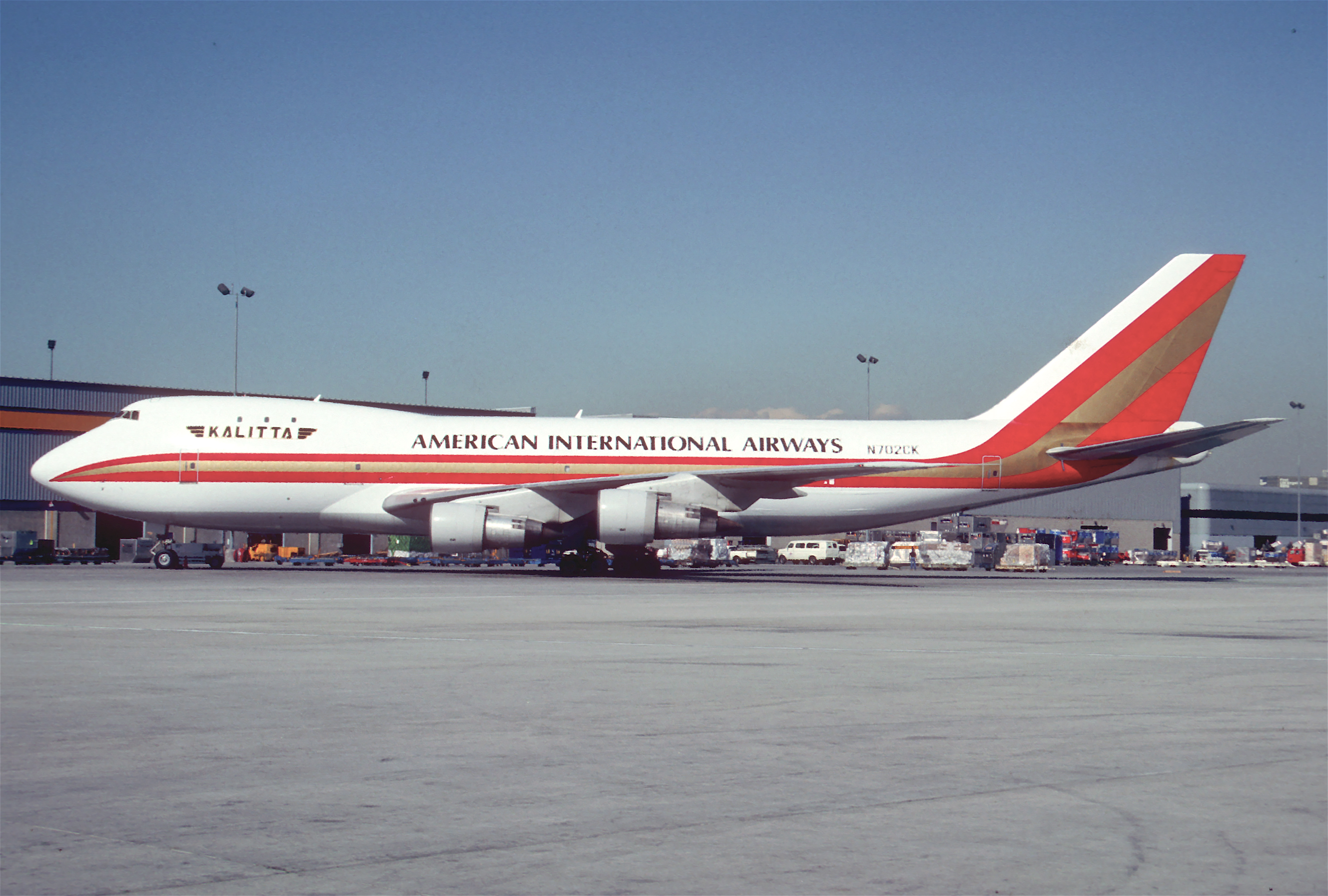
1993年美国国际航空的波音747-100SF

- 2架洛歇L-1011-200（全經濟艙354座）
- 6架洛歇L-1011-200F
- 2架波音747-100（全經濟艙476座）
- 3架波音747-100F
- 3架波音747-200F

## 飛行事故

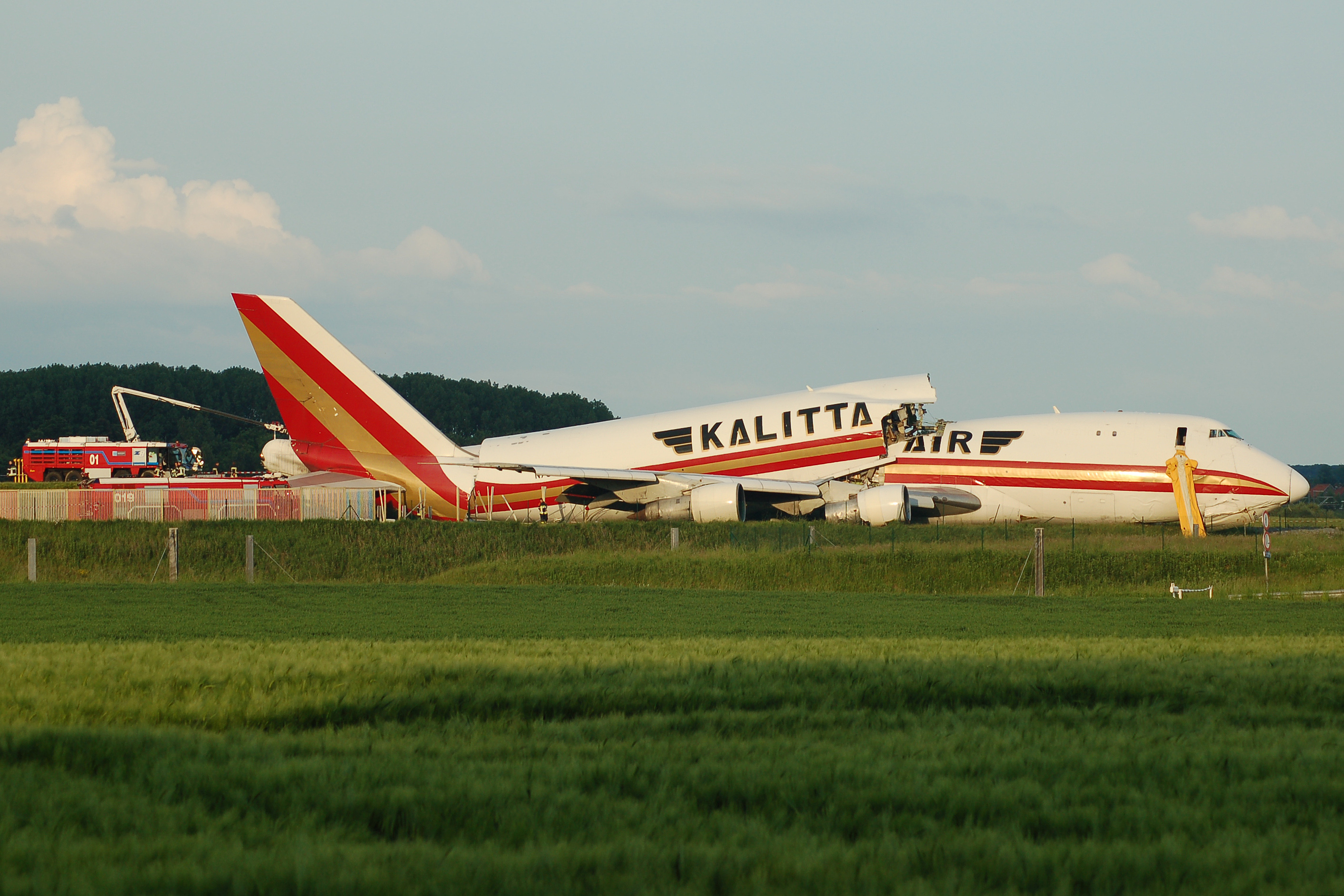
2008年在布魯塞爾機場失事後的N704CK

- 1993年8月18日，美國國際航空808號班機：一架道格拉斯DC-8-61貨機 (N814CK)計畫從美國海軍關塔拿摩灣基地西邊1400英尺高處轉向的近進程序降落於基地內的李伍德飛行場，但當為了對齊跑道而右轉時，傾斜角度逼近垂直，飛機失去昇力墜毀於跑道前450碼，事故的可能原因主要為機長和飛行機組人員的判斷、決策和飛行能力變差，肇因於飛行值勤時間延長導致的疲勞影響。[17]
- 2004年10月20日，卡利塔航空一架編號為N709CK的波音747在飛行中遭遇一個引擎故障，備降在底特律都會機場，機上5人中無人受傷。事後調查發現，該機的1號發動機在飛機在密歇根湖上空爬升至16000英尺時脫落。[18]

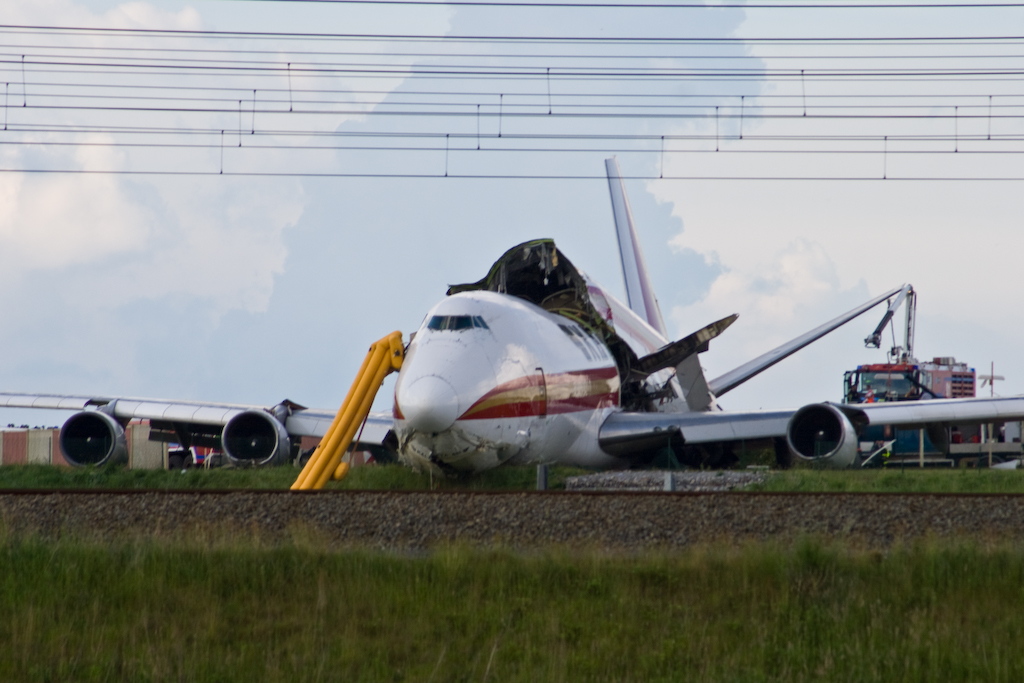
N704CK的殘骸

- 2008年5月25日，卡利塔航空207號班機事故：由一架波音747-209F/SCD（N704CK，原中華航空貨機）執行，[19][20]在布魯塞爾機場衝出跑道，斷成三截，最後停在跑道盡頭的田地内，機上5人並未受傷。[21]這架飛往巴林國際機場的貨機載有76噸貨物，其中一半是外交郵件。[22]比利時調查人員宣佈事件原因是飛機加速時發動機被一隻紅隼擊中，機師在飛機達到決斷速度(V1)之後決定中斷起飛。[23][24]比利時聯邦交通部門的航空事故調查分部調查了這次事故。[25]
- 2008年7月7日，一架波音747-209B（N714CK，由原華航客機改裝為貨機）從埃尔多拉多国际机场起飛后不久墜毀在波哥大，這架載有鮮花的貨機原本計劃飛往邁阿密。在報告飛機起火之後，機師計劃將飛機返航，但飛機墜毀，尾翼擊中一間民房，致使地面2人死亡（一位農夫和他13歲的兒子）。八名機組人員全部生還。[26][27][28]
- 2023年8月7日，一架降落于宁波栎社国际机场的CKS968号班机（机型：波音747-400）着陆后滑行偏出跑道。机组成员悉数安全救下并转移，涉事飞机未见明显损伤，无起火、无冒烟，事件未造成人员伤亡。涉事航班机组成员均被妥善安置。对于此次货机滑行偏出跑道事件的具体原因相关部门正在进一步排查之中。为保障机场航班起降安全，当日宁波栎社国际机场已暂停现场所有航班起降，在途航班均已备降或返航[29]，后飞机于8月8日上午12时8分搬离[30]。

## 外部連結
- Official website（页面存档备份，存于）